# Кам'яно-Зубилівка
Ка́м'яно-Зуби́лівка — село в Україні, у Солонянській селищній громаді Дніпровського району Дніпропетровської області. Населення станом на 2021 рік — 22 мешканці.

## Географія
Село Кам'яно-Зубилівка знаходиться за 2 км від правого берега річки Дніпро, на відстані 1 км розташоване село Башмачка. По селу протікає висихний струмок з загатою (за непідтвердженими даними річка Башмачка).

## Населення

### Мова
Розподіл населення за рідною мовою за даними перепису 2001 року:
| Мова       | Відсоток |
| ---------- | -------- |
| українська | 64,5 %   |
| російська  | 35,5 %   |

## Інтернет-посилання
- Погода в селі Кам'яно-Зубилівка [Архівовано 21 грудня 2011 у Wayback Machine.]

1. ↑  Рідні мови в об'єднаних територіальних громадах України — Український центр суспільних даних